# Schneller Károly
Schneller Károly (Pozsony, 1893. július 12. – Szeged, 1953. december 12.) jogász, statisztikus, egyetemi tanár. Nemzetközi hírű tudós.

## Életútja, munkássága
1894-ben családja Kolozsvárra költözött, így államtudományi doktori oklevelét 1917-ben a kolozsvári egyetemen szerezte meg. 1917–1918 között a Bécsi Egyetem hallgatója volt. 1922-ben a Szegedi Tudományegyetemen, 1933-ban a Budapesti Tudományegyetemen  magántanári képesítést szerzett. 1918 végén a Budapesti Fővárosi Statisztikai Hivatal szolgálatába lépett. 1920-ban a miskolci jogakadémia rendkívüli, 1922-ben rendes tanára lett.
Az 1920-as évek derekától Magyarországon megjelent népesedéskutatásai révén nemzetközi hírű tudós. 1939-ben a Szegedi Tudományegyetemen a statisztika-közgazdaságtan rendkívüli tanárává nevezték ki. 1940-től a kolozsvári egyetemen, 1945–1953 között a Szegedi Tudományegyetemen a statisztika nyilvános rendes tanáraként működött. A Szegedi Tudományegyetem jogi karát a II. világháború után ő szervezte újjá. Tovább fejlesztette a standard-számítás módszerét, újszerű népsűrűségi és termelésszínvonal-mérési arányszámokat dolgozott ki, és foglalkozott a korrelációszámítás kérdéskörével.

## Művei (válogatás)
- Népesedéspolitika-többtermelés (Sárospatak, 1922)
- Magyarország városi és vidéki népessége (Pécs, 1925)
- Die demologischen Eigenthümlichkeiten der protestantischen Bevölkerung Ungarns (Miskolc, 1930)
- A standard népesség (1930)
- A magyarországi protestáns népesség demológiai sajátosságai (Miskolc, 1930)
- Demológiai tanulmányok (Miskolc, 1937)
- Az agrárnépsűrűség számítás módja (Miskolci Jogászélet, 1939)
- Időszerű gondolatok a népesedésről (Társadalomtudomány, 1940)
- Szórványok és szigetek sorsa Kolozs vármegyében (Kolozsvár, 1943. Az EME Jog-, Közgazdaság- és Társadalomtudományi Szakosztályának értekezései).